# Doublet (aardwarmte)

Geothermisch doublet in de glastuinbouw

Een geothermisch doublet in aardwarmteprojecten is een combinatie van twee naast elkaar liggende diepboringen waarmee in de ondergrond voorhanden warm water circuleert tussen natuurlijke waterhoudende grondlagen. 
Het warme water wordt opgepompt en het afgekoelde water wordt via het tweede boorgat in dezelfde watervoerende laag teruggevoerd op enkele kilometers afstand van de inlaat.

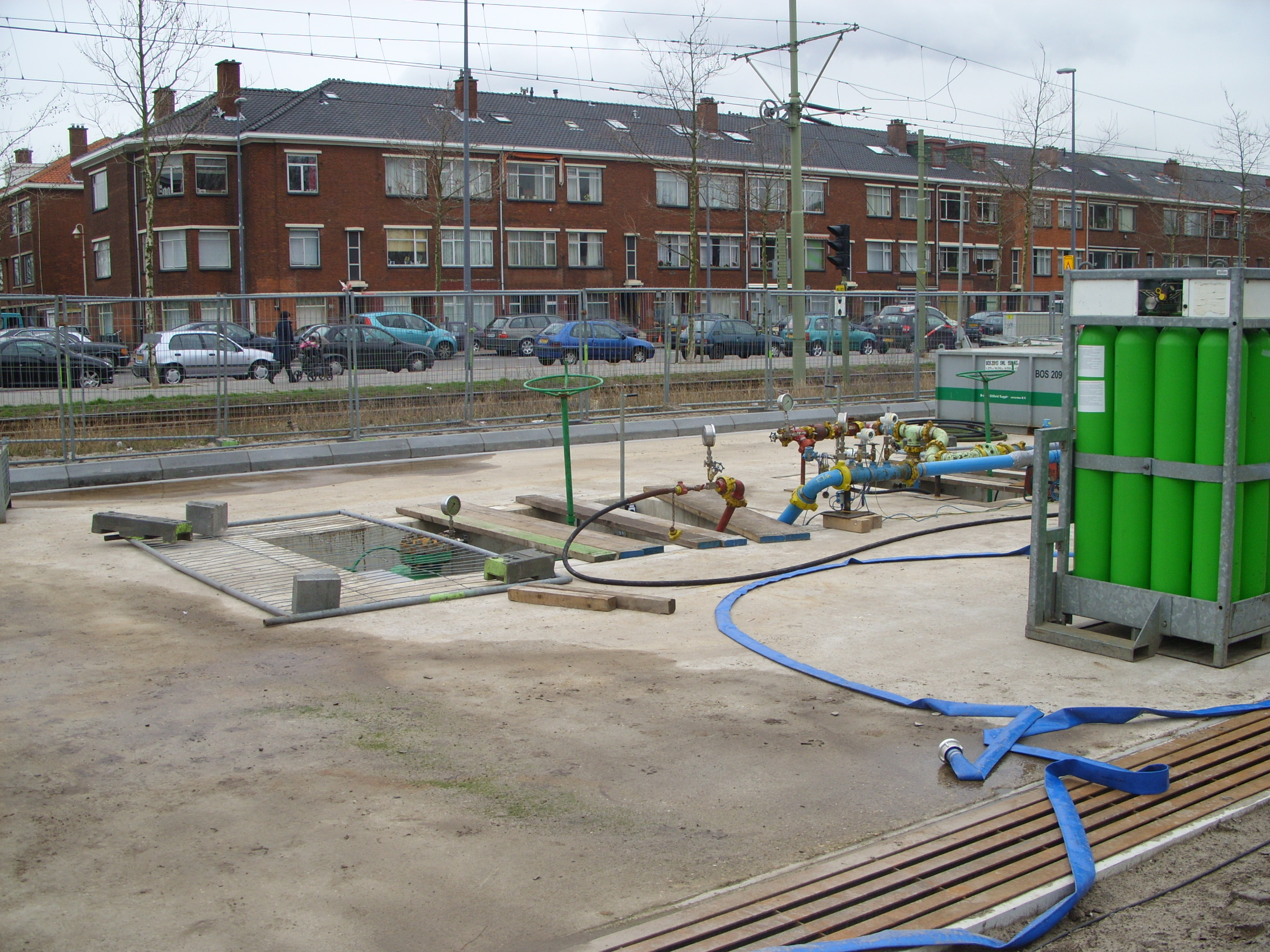
Doublet van Aardwarmte Den Haag